# Vol Siberia Airlines 1812
Le vol Siberia Airlines 1812 (авиакомпания Сиби́рь) est un vol commercial assuré par la compagnie aérienne russe Siberia Airlines, parti de Tel Aviv, en Israël, à destination de Novossibirsk, en Russie, et qui a été abattu par l'armée ukrainienne au-dessus de la mer Noire le 4 octobre 2001. L'avion, un Tupolev Tu-154 de fabrication soviétique, emportait 66 passagers et 12 membres d'équipage. La plupart des passagers étaient des Israéliens partis rendre visite à des proches en Russie. Aucun ne survécut.
Le lieu de l'écrasement se situe à environ 190 km à l'ouest-sud-ouest de la station balnéaire de la mer Noire de Sotchi et à 140 km au nord de la ville côtière turque de Fatsa ainsi qu'à 350 km au sud-sud-est de Théodosie en Crimée. L'Ukraine a finalement admis que la catastrophe avait probablement été causée par un missile égaré tiré par ses forces armées. L'Ukraine paya quinze millions de dollars de dédommagements aux parents des 78 victimes (soit 200 000 $ par victime), mais n'a pas indemnisé la compagnie aérienne.

## Information initiale
Le vol 1812 est parti de l'aéroport international de Tel Aviv-David Ben Gourion, en Israël, à destination de l'aéroport de Novossibirsk-Tolmatchevo de Novossibirsk, en Russie. Il vole à une altitude de 36 000 pieds au-dessus de la mer Noire lorsque le contrôle au sol russe de Sotchi perd soudain tout contact avec lui. Très peu de temps après, un pilote d'un vol arménien traversant la mer dans les environs rapporte avoir vu l'avion russe exploser avant de s'abîmer en mer à environ 13 h 45 heure de Moscou (9 h 45 GMT),.
La plupart des passagers étaient des Israéliens rendant visite à des proches en Russie. Aucun ne survécut. Une journée de deuil national fut décrétée en Israël — minute de silence, drapeaux en berne, et programmes spéciaux dans les écoles au sujet de la tragédie. Un monument aux victimes fut érigé dans la forêt de Ben-Shemen en Israël.

## Incident
Survenant moins d'un mois après les attentats du 11 septembre 2001, les responsables russes ont d'abord soupçonné que l'incident était un acte terroriste commis par des rebelles tchétchènes. Par la suite, l'agence IAC basée à Moscou a jugé que l'accident avait été causé par la frappe accidentelle d'un missile ukrainien S-200 lors de manœuvres militaires russo-ukrainiennes qui se tenaient au large du cap Onouk (ou Tchoulouk) en Crimée.
Un rapport préliminaire russe confirma les évaluations de responsables militaires américains faites à titre privé : le missile S-200 avait dépassé sa cible téléguidée qui avait été détruite avec succès par un S-300 tiré au même moment. Au lieu de s'autodétruire, le missile S-200 prit pour cible le long courrier qui se trouvait à près de 200 kilomètres ; le projectile explosa en projetant des billes d’acier (shrapnel) 15 mètres au-dessus de l'avion.
Les responsables militaires ukrainiens nièrent d'abord que leur missile avait abattu l'avion ; ils déclarèrent que le S-200 avait été lancé vers la mer et qu'il avait réussi à s'autodétruire. Le porte-parole du ministère de la Défense Konstantin Khivrenko affirma que « ni la direction ni la portée (des missiles) ne correspondaient à l'endroit réel ou théorique où l'avion avait explosé. » Toutefois, les responsables ukrainiens admirent par la suite que c'était bien leur armée qui avait abattu l'avion de ligne.
Leonid Koutchma, président ukrainien à l'époque, avait qualifié l'affaire de « tragique coïncidence ». En 2011, devant les journalistes l'interrogeant sur la catastrophe, il exprime les mots suivants[réf. nécessaire] :

« Regardez, qu'est ce qui se passe autour de nous, dans le monde, en Europe ? Nous ne somme ni les premiers, ni les derniers, il ne faut pas en faire une tragédie. Les erreurs, ça arrive partout, et pas seulement de cette envergure, mais d'envergure bien plus importante, planétaire. Si nous ne nous abaissons pas plus bas que la civilisation, tout ira bien, mais si nous nous versons un seau de boue sur nous-même, alors je vous en prie.. »

« Подивіться, що коїться навколо у світі, в Європі? Ми не перші і не останні, не треба з цього робити трагедію. Помилки бувають всюди, і не тільки такого масштабу, а набагато більшого, планетарного масштабу. Якщо ми самі себе не опустимо нижче цивілізованого рівня, все буде добре. А якщо ми самі на себе відро бруду виллємо, так милості прошу. »

L'Ukraine aurait interdit les tests de Bouk, S-300 et autres systèmes de missiles similaires pendant sept ans après cet incident.

## Indemnisations

### Indemnisation des citoyens israéliens
Le 20 novembre 2003, un accord d'indemnisation à titre gracieux a été signé entre les gouvernements ukrainien et israélien. Il fut par la suite ratifié par les familles des victimes, qui en acceptèrent les conditions. En plus des éléments relatifs à l'indemnisation, l'accord stipulait que « l'Ukraine n'est pas légalement responsable de l'accident qui a touché l'avion, et est libre de toute obligation à ce sujet. » Commentant le contenu de l'accord, le général Oleksandr Kuzmuk, l'ex-ministre de la défense démis après l'accident, déclara aux média que « les indemnisations constituent une action humanitaire, et non un aveu de culpabilité. » Plus tard, en tant que vice premier ministre du gouvernement de Viktor Ianoukovytch, Kuzmuk nia la responsabilité de l'armée ukrainienne dans le tir au-dessus de la Mer Noire, bien que l'Ukraine ait accepté de payer des indemnités.

### Indemnisation des citoyens russes
L'Ukraine accepta de payer la somme de 200 000 dollars aux familles de chacun des 38 citoyens russes tués - un montant identique à celui accepté pour chacun des 40 israéliens tués. L'accord fut ratifié par le parlement russe en mai 2004, et le président Poutine le fit acter dans une loi en juin 2004.

### Indemnisations supplémentaires demandées par les familles et Siberian Airlines

#### Tribunal local de Pechersk
Certaines familles des victimes du crash refusèrent d'accepter l'indemnisation offerte par l'Ukraine. Elles intentèrent une action en justice civile contre le gouvernement ukrainien auprès du tribunal local de Pechers'ky à Kiev. Pendant les auditions, les représentants du ministère de la défense ukrainien affirmèrent que l'avion « ne pouvait pas avoir été abattu par un missile ukrainien » selon les analyses médico-légales des débris de l'appareil, les données radar et les possibilités techniques des missiles. Ils arguèrent également que le système d'identification « ami ou ennemi » de fabrication soviétique du missile en question l'aurait empêché de frapper un avion de ligne de fabrication soviétique. L'avocat représentant les plaignants défendit dans les médias le point de vue selon lequel la culpabilité du gouvernement ukrainien était en fait prouvée par le fait qu'il ait négocié des indemnisations avec les familles des victimes israéliennes.
Aucune des 11 analyses médico-légales menées jusqu'ici n'a établi la probabilité qu'un missile ukrainien puisse frapper un Tupolev-154.

#### Jugements en appel
Le 22 août 2007, la cour d'appel de Kiev rejeta la plainte des familles des victimes contre le ministère de la Défense ukrainien, jugeant que l'armée ukrainienne n'avait aucune responsabilité dans l'accident. La décision de la cour est en conflit avec un rapport du groupe IAC, qui a mené une enquête sur l'accident à la demande de la Russie.

#### Plainte de Siberian Airlines
Sur la période 2003-2005, le gouvernement ukrainien versa 15,6 millions de dollars d'indemnisation aux familles des victimes. En 2004, Siberian Airlines déposa une plainte contre le ministère de la Défense et le ministère des Finances ukrainiens auprès d'un tribunal de Kiev, demandant 15,3 millions de dollars d'indemnisation pour la perte de son avion de ligne. Cependant, la cour d'appel commerciale interrégionale de Kiev rejeta en septembre 2011 la demande d'indemnisation de la part de la compagnie russe. Un appel auprès de la cour d'appel économique de Kiev fut rejeté en mai 2012. Le jugement fut ensuite confirmé, en décembre 2012, par la cour suprême de commerce de l'Ukraine,.

## Cérémonies commémoratives
Des cérémonies commémoratives ont ensuite eu lieu en Israël, à Sotchi, et Novossibirsk.